# NGC 3679
NGC 3679 (również PGC 34844) – galaktyka eliptyczna (E), znajdująca się w gwiazdozbiorze Lwa. Odkrył ją William Herschel 24 kwietnia 1784 roku. W bazie SIMBAD jako NGC 3679 skatalogowano galaktykę PGC 35165 (LEDA 35165).